# Кремена
Кремена је насељено место у саставу општине Сливно, Дубровачко-неретванска жупанија, Република Хрватска.

## Историја
До територијалне реорганизације у Хрватској налазила се у саставу старе општине Метковић. Као самостално насељено место, Кремена постоји од пописа 2001. године. Настало је издвајањем дела насеља Михаљ.

## Становништво
На попису становништва 2011. године, Кремена је имала 56 становника. За национални састав 1991. године, погледати под Михаљ.
| Број становника по пописима | Број становника по пописима | Број становника по пописима | Број становника по пописима | Број становника по пописима | Број становника по пописима | Број становника по пописима | Број становника по пописима | Број становника по пописима | Број становника по пописима | Број становника по пописима | Број становника по пописима | Број становника по пописима | Број становника по пописима | Број становника по пописима | Број становника по пописима |
| --------------------------- | --------------------------- | --------------------------- | --------------------------- | --------------------------- | --------------------------- | --------------------------- | --------------------------- | --------------------------- | --------------------------- | --------------------------- | --------------------------- | --------------------------- | --------------------------- | --------------------------- | --------------------------- |
| 1857                        | 1869                        | 1880                        | 1890                        | 1900                        | 1910                        | 1921                        | 1931                        | 1948                        | 1953                        | 1961                        | 1971                        | 1981                        | 1991                        | 2001                        | 2011                        |
| 0                           | 0                           | 160                         | 172                         | 182                         | 228                         | 0                           | 0                           | 0                           | 104                         | 11                          | 32                          | 0                           | 0                           | 14                          | 56                          |

Напомена: У 2001. настало издвајањем из насеља Михаљ. У 1857, 1869, 1921. и 1931. подаци су садржани у насељу Сливно Равно, а у 1948, 1981. и 1991. у насељу Михаљ.